# 少林功夫
少林功夫是在中國河南登封嵩山少林寺的佛教文化环境中形成的武術。 　
少林功夫的传承按照师徒制度进行。少林功夫传承人资格的认定以禅宗法脉传承制度为基础，在师父综合考核弟子，得到师父认可后才能成为法脉的传承人。少林功夫的传习方式以口诀为主。

## 历史

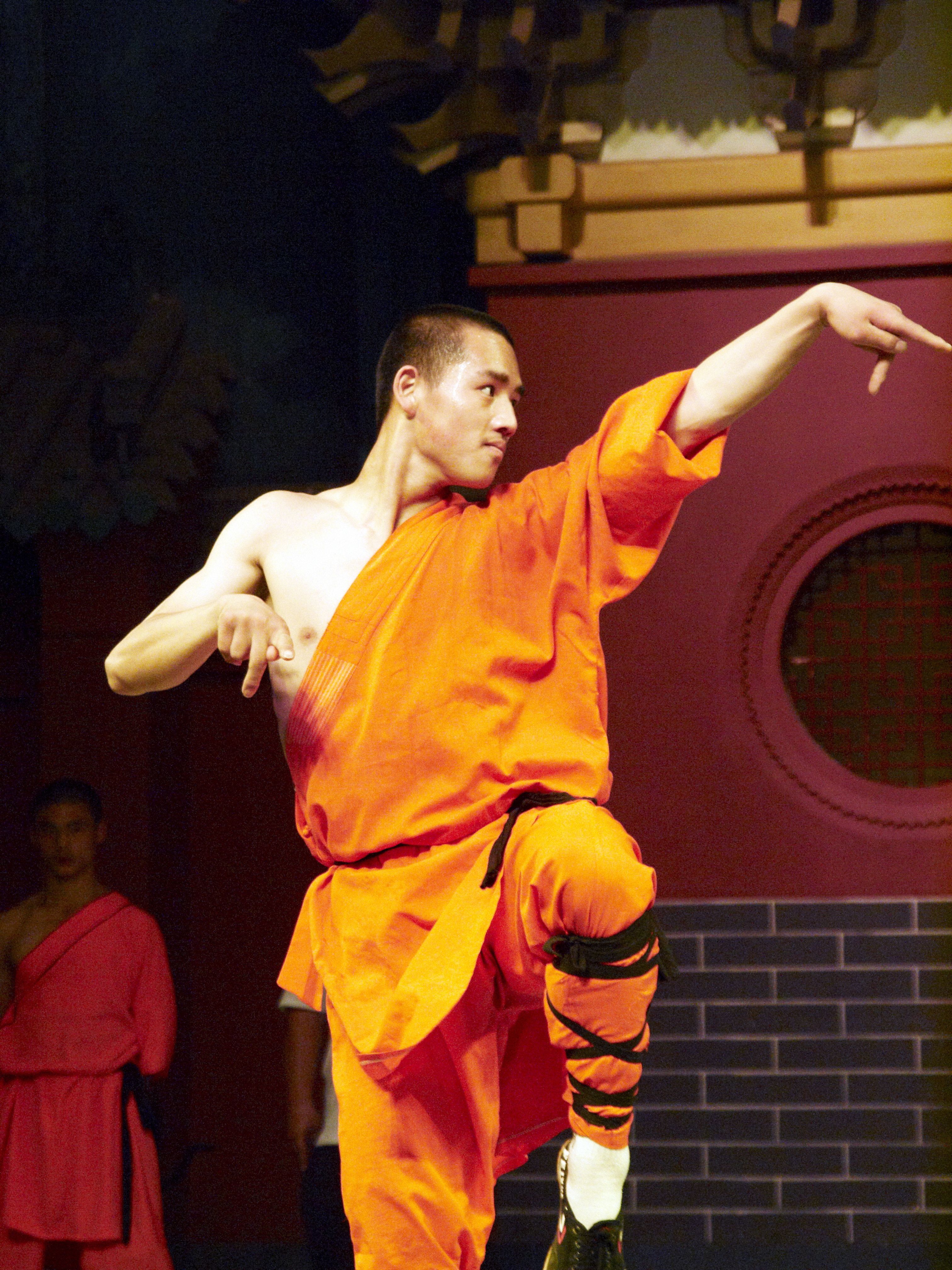
拳法

少林功夫从少林寺创建开始就逐渐形成。宋代少林寺演变为禅宗教派场地，禅武合一思想逐渐成为少林功夫的指导思想。

## 参看
- 少林寺
- 少林派
- 易筋经
- 中国郑州国际少林武术节
- 少林拳
- 中國武術流派
- 南少林